# Парична маса
Парична маса или количество пари в обращение в икономиката е общата сума на парите, които са налични в дадена икономика за специфичен период от време. Има няколко начина да се определят „парите“, но стандартно това се измерва, включвайки пари, които са в обращение и депозити по поискване (депозити, които са лесно достъпни във финансовите институции).
Отношението между парите в наличност и цените е исторически асоциирано с количествената теория на парите.
Различният тип пари се означават с M – M0, M1, M2, M3. Като M0 са пари в най-тесния смисъл като банкноти и монети в обращение, а M3 в най-широкия, като дългосрочни депозити.
Според теорията на Дж. М. Кейнс за предпочитанието към ликвидност пари са само банкнотите, монетите и трансакционните (=безсрочните) депозити. Стопанските деятели избират между това да държат пари или да влагат в покупка на облигации.